# Fanny Munró
Francisca Joyce Munró, conhecida por Fanny Munró, (Lisboa, 10 de fevereiro de 1846 - Lisboa, 1926) foi uma pintora portuguesa, de ascendência escocesa e irlandesa.

## Biografia
Nascida em Lisboa, freguesia da Encarnação, na Rua da Emenda, a 10 de fevereiro de 1846, Francisca Joyce Munró era filha de Charles Alexander Munró e de Maria José Peters Joyce Munró, ambos descendentes de famílias escocesas e irlandesas emigradas em Portugal, sendo a mais velha dos quatro filhos do casal. Contemplativa e mais introvertida que as suas irmãs Cristina e Alice, Francisca, que era chamada pela família e conhecidos por Fanny, cedo revelou o seu talento para as artes plásticas, a literatura e o teatro, tendo participado em algumas peças, recitais e saraus da sociedade lisboeta nos finais do século XIX e início do século XX. Proveniente de uma família da alta sociedade, era recorrente serem publicados na imprensa os eventos onde Fanny e as suas irmãs conviviam com figuras célebres da sociedade como José Pessanha, Josefa Garcia Greno, José Malhoa e Columbano Bordalo Pinheiro, que a retratou num pequeno quadro em 1898.
Apoiada pela família, tornou-se discípula do pintor António da Silva Porto e começou a expor as suas obras, de carácter naturalista, em 1887, quando participou na XIV Exposição da Sociedade Promotora das Belas Artes com quatro pinturas de paisagens e naturezas-mortas. Nos anos seguintes, continuou a desenvolver o seu trabalho expondo em diversas galerias, salões e competições artísticas, tais como na Exposição Industrial (1888), Exposição Leques (1891), nas quatro primeiras edições da Exposição da Sociedade de Belas Artes (1901-1904) e em pelo menos oito das primeiras edições da Exposição do Grémio Artístico (1891-1898), tendo recebido menções honrosas, na sexta edição, assim como elogios, ao longo dos anos, sobre as suas obras e constante evolução, nos artigos publicados nos periódicos e revistas portugueses "O Ocidente", "Arte Portugueza" e "Ilustração Portugueza" ou ainda além fronteiras nas revistas luso-brasileiras "Atlântida" e "Brasil-Portugal", entre muitos outros, assim como na crítica dos jornalistas Fialho de Almeida e Evaristo Cândido Monteiro Ramalho, irmão do pintor António Monteiro Ramalho. 
Em 1900, Fanny Munró participou na comitiva de artistas portugueses que expuseram as suas obras na maior exposição do mundo à época, a Exposição Universal, em Paris, França. Tragicamente, todas as obras que foram apresentadas encontravam-se no mesmo navio, o Saint-André, que naufragou no caminho de volta, perto de Sagres.
Após a morte de seu pai e o seu irmão Carlos emigrar para o Brasil, Fanny e a sua irmã Cristina mudaram-se para o palacete Anjos nos Restauradores, onde morava a sua irmã Alice, casada com Policarpo Pecquet Ferreira dos Anjos, filantropo, par do reino, empresário de grande fortuna e proprietário do célebre chalet de Miramar (Palácio Anjos), em Algés, onde passavam férias, e dos palacetes Anjos no Príncipe Real e nos Restauradores. Nessa mesma casa, Fanny criou o seu próprio atelier e começou a desenvolver uma nova temática nas suas obras, as paisagens marítimas. A razão, segundo os registos da época, devia-se ao facto de Fanny se ter enamorado perdidamente por Filipe de Andrade, que apesar de não pertencer à alta sociedade, era um jovem instruído e apaixonado tanto pela arte da pintura e poesia como pela jovem artista. Apesar de trocarem cartas quase diariamente, certo dia Fanny deixou de receber qualquer resposta do seu amado e após um período de espera, que envolveu uma discreta investigação por parte da sua família, descobriu através dos periódicos da época que Filipe havia sido encontrado misteriosamente morto, por afogamento, no rio Tejo. Desgostosa, Fanny retirou-se brevemente da vida pública e nunca se casou.
Posteriormente e novamente focada na pintura, Fanny Munró retomou o seu trabalho e continuou a expor, competir e participar em exposições colectivas e individuais como na Exposição de Arte Colectiva no Porto (1908), VIII Exposição da Sociedade de Belas Artes (1910), XI Exposição da Sociedade de Belas Artes (1914), a 4ª Exposição de Aguarela, Desenho e Miniatura, (1918) ou a XX Exposição da Sociedade de Belas Artes (1923), onde foi premiada com uma menção honrosa na categoria de pintura a óleo, entre outras.
Faleceu no ano de 1926, em Lisboa.

## Legado
Durante a sua vida, Fanny comprou e recebeu como oferendas várias obras de artistas portugueses, tendo doado grande parte da sua colecção de arte, ainda em vida, a várias instituições e espaços museológicos, como as obras de Miguel Ângelo Lupi expostas no Museu Nacional de Arte Contemporânea do Chiado.
Actualmente a suas obras artísticas encontram-se em colecções privadas e leilões de coleccionadores de arte.

## Anexos
- Diário Ilustrado (11 de dezembro de 1892)
- O Ocidente (1 de maio de 1891)
- Sandra Leandro, "Patrimónios pouco visíveis: as pintoras Josefa Greno (1850-1902) e Fanny Munró (1846-1926)" (2000)
- Arquivo Municipal Alberto Sampaio, Relatório "Policarpo Pecquet Ferreira Anjos e Alice Joyce Munró" (1900)
- Catálogo da XX Exposição da Sociedade de Belas Artes (1923)